# Magdalene Shaw
Magdalene "Queenie" Ellmanson~Shaw è un personaggio della saga cinematografica Fast & Furious. Esordisce nell'ottavo film della serie.

## Biografia del personaggio
Il personaggio appare per la prima volta in Fast & Furious 8, ricevendo una richiesta da parte di Dominic Toretto di salvare suo figlio da Cipher, impiegando i suoi figli Deckard e Owen. Appare poi in un'ambulanza dove rianima suo figlio Deckard, rivelando come Dom le abbia consegnato l'accesso all'Occhio di Dio, con cui potranno trovare Owen, assieme al ricevitore con cui i due potranno rintracciare l'aereo di Cipher.       
Due anni dopo verrà incarcerata e, nello spin-off Fast & Furious - Hobbs & Shaw, suo figlio Deckard le farà visita dove avrà una conversazione dicendo che lei si trova bene in prigione, prendendola come un pensionamento, ma sarebbe più facile evadere con una lima data in una "torta di compleanno" e volendo anche che suo figlio riallacciasse i rapporti con sua sorella Hattie, staccatasi dalla famiglia dopo che gli altri componenti hanno intrapreso la strada della criminalità. 
Alla fine del film i suoi figli riappacificati le portano una torta contenente un esplosivo al plastico e la fanno evadere.
Il personaggio ricompare brevemente in Fast & Furious 9 - The Fast Saga, per aiutare Dom a rintracciare il fratello Jakob.
Queenie torna in Fast X per confortare Dom dopo che Letty è stata arrestata e lui e la sua squadra sono stati tutti incastrati da Dante Reyes per l'attentato a Roma; Toretto le chiede di portare un messaggio al Signor Nessuno, ma lei ammette di non poterlo fare a causa del fatto che Nessuno si è reso impossibile da rintracciare.
In seguito la donna diventa uno dei bersagli di Dante dopo che quest'ultimo estende la taglia posta sulla squadra di Dom anche su tutti coloro che li hanno aiutati negli anni, lei compresa; quando Deckard scopre che sua madre è diventata uno degli obbiettivi dello psicopatico criminale, parte immediatamente per trovarla e tenerla lontana dai pericoli.

## Caratterizzazione

### Famiglia
- Marito † (nome sconosciuto, menzionato in Fast & Furious 7[1])
- Deckard Shaw (figlio)
- Owen G. Shaw (figlio)
- Harriet "Hattie" Shaw (figlia)
- Nipote innominata (figlia di Deckard con la sua ex moglie)